# Новосёловская волость (Изюмский уезд)
Новосёловская во́лость — историческая административно-территориальная единица Изюмского уезда Харьковской губернии с волостным правлением в слободе Новосёловке.
По состоянию на 1885 год состояла из 6 поселений, 6 сельских общин. Население — 3791 человек (1865 человек мужского пола и 1926 — женского), 654 дворовых хозяйства.
|                       | Площадь | В т.ч. пахотной |
| --------------------- | ------- | --------------- |
| Сельских общин        | 3343    | 2634            |
| Частной собственности | 1773    | 1671            |
| Другой собственности  | 99      | 84              |
| В целом               | 5215    | 4389            |

Основные поселения волости:
- Новосёловка - бывшая владельческая слобода при реке Нетриусе в 37 верстах от уездного города Изюма. В слободе волостное правление, 483 двора, 2348 жителей, православная церковь, школа , почтовая станция, 2 лавки, базар (по субботам), ярмарка.
- Средний - бывший владельческий хутор при реке Нетриусе, 123 двора, 748 жителей.

Храмы волости:
- Григорьевская церковь в слободе Новосёловке.